# Giselle Monteiro
Giselle Louise Monteiro De Oliveira (Rio de Janeiro, 13 de abril de 1984) é uma psicóloga e política brasileira, irmã do youtuber e também político Gabriel Monteiro. Nas eleições de 2022, foi eleita deputada estadual do Rio de Janeiro como a décima mais votada, e atualmente ocupa o cargo na 13.ª legislatura da ALERJ.
Durante sua campanha, Giselle usou a imagem de seu irmão como principal cabo eleitoral.
Em fevereiro de 2024, votou a favor do fim do afastamento da deputada Lucinha, determinado pelo Tribunal de Justiça do estado por ela ser acusada de possuir ligações com milicianos.